# Mirko Filipović
Mirko Filipović (Privlaka, 10 settembre 1974) è un ex kickboxer, ex artista marziale misto ed ex ufficiale di polizia croato.
Membro del parlamento croato dal 22 dicembre 2003 all'11 gennaio 2008, è soprannominato Cro Cop (abbreviazione di Croatian Cop, "poliziotto croato" in inglese) per via della sua partecipazione per sei anni all'unità antiterrorismo Lučko.
Ha raggiunto l'apice del successo nei primi anni 2000 sia nel K-1 che nella Pride, all'epoca la più importante federazione di MMA del mondo. Il 10 settembre 2006 ha vinto il Pride 2006 Open Weight Grand Prix e nel 2007 è passato alla UFC, interrompendo la propria carriera nelle MMA dal 2011 al 2013 per tornare a combattere nel K-1 vincendo il K-1 World Grand Prix nel 2012. È stato anche campione di MMA nella promozione Inoki Genome Federation tra il 2014 e il 2015, anno in cui è tornato a combattere in UFC.
Dal 2014 al 2015 è stato sotto contratto con la promozione singaporiana di kickboxing Glory, mentre nel 2016 vince il Rizin FF Grand Prix nella federazione nata dalle ceneri della Pride; torna a combattere nelle MMA nel 2019 nella Bellator MMA per poi ritirarsi il 1º marzo 2019 in seguito a un ictus.

## Biografia
Mirko Filipović nasce a Privlaka da una famiglia umile, composta dal padre Žarko (era un elettricista), dalla madre Ane e dalla sorella Sandra. Nel 1989, finita la scuola elementare, si trasferisce a Vinkovci.
Nel 1993 prese il diploma a Vinkovci e da quel 
momento inizia il percorso nell'accademia di polizia di Zagabria. 
Durante la guerra si trasferì in affido familiare a Ludbreg, il padre Žarko morì nel 1994, quando Mirko aveva diciannove anni.
Nel 2002 si sposa con Klaudija Šuker dalla quale ebbe due figli, Ivan e Filip.
Mirko Filipović inizia la carriera nella kickboxing nel 1996 succedendo il suo primo allenatore, Branko Cikatić. All'inizio della carriera viene assunto nelle polizia speciale ATJ Lučko, incarico che lascia nel 2003.

## Caratteristiche tecniche
Appassionato di arti marziali sin dalla gioventù, Filipovic debutta nella kickboxing professionistica nel 2006 seguendo le orme del connazionale Branko Cikatić; precedentemente ha messo insieme un record di 48-8 come pugile dilettante.
Noto come uno dei più potenti striker che la kickboxing e le MMA abbiano mai visto, il suo marchio di fabbrica è il calcio sinistro alla testa, che lui stesso descrive con la citazione "Right leg, hospital; left leg, cemetery" (calcio destro all'ospedale, calcio sinistro al cimitero).

## Carriera nel pugilato e nella kickboxing

### Pugilato
Appassionato di arti marziali fin dalla gioventù, Filipović ha un passato da pugile dilettante con un record di 40 vittorie (31 KO) e 5 sconfitte; prese parte anche ai Giochi del Mediterraneo di Bari 1997, dove arrivò terzo dietro al vincitore Paolo Vidoz, ed ottenne un argento ai campionati mondiali militari del 1998.

### Kickboxing
Nel 1996 diventa un kickboxer professionista ed esordisce nel prestigioso torneo giapponese K-1, che radunava i migliori del mondo in questa disciplina: nel primo incontro si qualificò al K-1 World Grand Prix 1996 sconfiggendo ai punti Jérôme Le Banner, un pluricampione ISKA e finalista del K-1 World Grand Prix 1995. Nella fase finale Filipović venne subito sconfitto ai quarti di finale da un altro ex campione, Ernesto Hoost.
Nel 1999 mise KO prima il sudafricano Jan Nortje e poi l'inglese Ricky Nickolson, raggiungendo la semifinale del torneo K-1 Braves '99, dove però dovette arrendersi contro il karateka Xhavit Bajrami, il quale poi vinse il torneo.
Lo stesso anno prese parte al K-1 World Grand Prix 1999, dove arrivò in finale superando per KO tecnico nell'ordine l'esperto sudafricano Mike Bernardo, il campione di muay thai Musashi e il campione WAKO Sam Greco, perdendo però la finale per KO contro Ernesto Hoost.
Nel 2000 supera Hiromi Amada e lotta contro Andy Hug per il titolo mondiale di muay thai dei pesi supermassimi WKA, venendo sconfitto ai punti. Lo stesso anno ottiene una serie di tre vittorie consecutive e arriva a lottare per il titolo K-1 World Grand Prix 2000, perdendo contro Mike Bernardo. Successivamente perde anche il terzo match della sua carriera contro Ernesto Hoost.
Combatte ancora tra il 2001 e il 2003 ottenendo sei vittorie contro alcuni kickboxer di rilievo come Peter Aerts, Mark Hunt, Remy Bonjasky e Bob Sapp, perdendo solamente contro Michael McDonald.
Successivamente lascia la kickboxing per concentrarsi sulle MMA salvo poi tornare in K-1 nel 2012, dove in un torneo oramai sottodimensionato rispetto ai fasti degli anni 2000 ottiene finalmente la vittoria di un torneo K-1 World Grand Prix: dal momento del suo ritorno alla kickboxing sconfisse nell'ordine Ray Sefo, Loren, Randy Blake, Jarrell Miller, Pavel Zhuravlev in semifinale e Ismael Londt in finale, ospitata per la prima volta nella capitale del suo paese natale Zagabria.
Nel 2014 torna nell'élite dello sport unendosi al roster dei pesi massimi dell'organizzazione singaporiana Glory, nel frattempo divenuta la promozione numero uno di kickboxing: esordisce in marzo nella sua Zagabria affrontando Remy Bonjasky e perdendo per decisione di maggioranza. Vince il successivo incontro negli Stati Uniti contro Jarrell Miller ai punti.

## Carriera nelle arti marziali miste

### Pride Fighting Championships
Nel 2001 Cro Cop, ancora considerato uno dei kickboxer più forti del mondo e molto popolare in Giappone grazie ai suoi successi nel K-1, prese la decisione di praticare anche le MMA nella prestigiosa Pride allo scopo di affrontare nuove sfide; inoltre si disse insoddisfatto dello stipendio in K-1.
Prima ancora di debuttare in Pride combatté il suo primo incontro nell'evento Andy Hug Memorial, dove sconfisse il wrestler Kazuyuki Fujita. In novembre fece il proprio esordio in Pride con l'evento Pride 17: Championship Chaos dove ottenne un pareggio contro il wrestler Nobuhiko Takada. Nell'evento della notte di San Silvestro sconfisse l'altro wrestler Yūji Nagata con un calcio alla testa.
Negli anni 2002 e 2003 si assistette all'ascesa di Filipović grazie ad una serie di risultati positivi contro atleti di livello: ottenne infatti un pareggio contro il campione dei pesi medi Wanderlei Silva in un incontro che avrebbe premiato un vincitore solamente tramite una finalizzazione e poi sconfisse in serie il vincitore di vari tornei UFC Kazushi Sakuraba, nuovamente Kazuyuki Fujita, l'ex contendente al titolo Heath Herring, il forte striker Ihor Vovčančyn con un calcio alla testa che venne premiato 2003 Knockout of the Year, e il luchador Dos Caras Jr. (meglio conosciuto nel mondo del wrestling come Alberto del Rio). In quel periodo prese anche la decisione di rinunciare totalmente alla kickboxing per concentrarsi sulle MMA.
Arrivò quindi da imbattuto con un record di 7 vittorie e 2 pareggi a lottare per il titolo di categoria contro l'allora campione e numero 1 al mondo Antônio Rodrigo "Minotauro" Nogueira, abile sia nel BJJ sia nella boxe: Cro Cop fece bene con il proprio striking nel primo round, ma durante la ripresa venne portato a terra e sottomesso con una leva al braccio, patendo così la propria prima sconfitta in carriera nelle MMA.
Nel 2004 tornò alla vittoria con due KO consecutivi contro l'ex campione WEC Ron Waterman e contro Yoshihisa Yamamoto. Quell'anno prese parte per la prima volta al prestigioso torneo ad eliminazione Pride Heavyweight Grand Prix, ma già al primo turno venne steso dall'ex campione UFC Kevin Randleman. Il 2004 venne concluso positivamente con cinque vittorie consecutive contro avversari di alto livello: Cro Cop sconfisse Hiromitsu Kanehara, il judoka Shungo Oyama, Alexander Emelianenko, il top fighter ed ex campione UFC Josh Barnett ed infine si vendicò della propria sconfitta contro Kevin Randleman battendolo per sottomissione.
Nel 2005 si riconfermò come il più forte contendente dei pesi massimi quando sconfisse l'altro ex campione UFC e vincitore del Pride 2000 Openweight Grand Prix Mark Coleman, e così quell'anno fu protagonista dell'attesa sfida per il titolo contro il campione in carica e numero 1 al mondo Fedor Emelianenko, il quale in precedenza aveva sconfitto Antônio Rodrigo Nogueira ben due volte: in un incontro che venne premiato 2005 Fight of the Year e 2000's Fight of the Decade. Il kickboxer croato però si rivelò in netto svantaggio contro il russo esperto di sambo e dopo imbarazzanti colpi subiti riuscì a cavarsela grazie al suono della campana venendo così sconfitto per la seconda volta in un incontro valido per il titolo.
Cro Cop terminò il 2005 con la vittoria nel rematch contro Josh Barnett e la controversa sconfitta contro il campione K-1 Mark Hunt.
Fu il 2006 l'anno che vide Mirko Filipović finalmente ottenere un premio di prestigio in quanto vinse il Pride Openweight Grand Prix di quell'anno: nel torneo sconfisse in serie il pro-wrestler Ikuhisa "Minowaman" Minowa, il campione olimpico di judo Hidehiko Yoshida, il peso medio Wanderlei Silva ed in finale s'impose per la terza volta su Josh Barnett.
L'anno successivo si assistette all'acquisto di Pride da parte della Zuffa e la conseguente cessazione dell'attività della promozione, con quasi tutti i top fighter che passarono alla statunitense UFC, Cro Cop compreso.

### Ultimate Fighting Championship
Cro Cop debuttò negli Stati Uniti nel febbraio del 2007 con una vittoria per KO tecnico su Eddie Sanchez.
Grazie a tale successo e con un record in carriera di 22 vittorie e 4 sconfitte Filipović venne promosso immediatamente ad una sfida contro il grappler Gabriel Gonzaga che avrebbe promosso il vincitore con la possibilità di sfidare il campione in carica Randy Couture: Cro Cop a sorpresa venne steso proprio con un calcio alla testa, la sua tecnica preferita, e da quel momento si assistette ad un declino nelle prestazioni da parte dell'atleta croato che aveva alle spalle già più di 50 incontri da professionista tra MMA e kickboxing.
Cro Cop venne sconfitto anche nel match successivo contro Cheick Kongo e dopo tale debacle decise di rescindere il proprio contratto con la promozione del Nord America per poter tornare in Giappone.

### Ritorno in Giappone: Dream
Dopo la chiusura di Pride nacquero nuove organizzazioni di MMA nel paese del sol levante, tra queste la Dream cercò quanto più possibile di mantenere lo spirito che lo caratterizzava: Cro Cop firmò un contratto proprio con la neonata Dream e debuttò nel 2008 nel primo evento Dream.1 Light Weight Grandprix 2008 1st Round con una vittoria per KO su Tatsuya Mizuno.
Lo stesso anno affrontò l'altro kickboxer Alistair Overeem in un incontro che terminò in No Contest a causa di ripetute ginocchiate da parte dell'olandese dirette all'inguine di Cro Cop; dopo tale match Mirko sconfisse Choi Hong-man nell'evento di fine anno.

### Ritorno in UFC
Nel 2009 venne confermato il ritorno di Cro Cop nella UFC.
La seconda avventura nella promozione iniziò positivamente con una vittoria sul campione europeo di grappling Mostapha al-Turk, ma già nel successivo incontro Filipović venne sconfitto da Junior dos Santos, il quale era avviato a diventare campione di categoria.

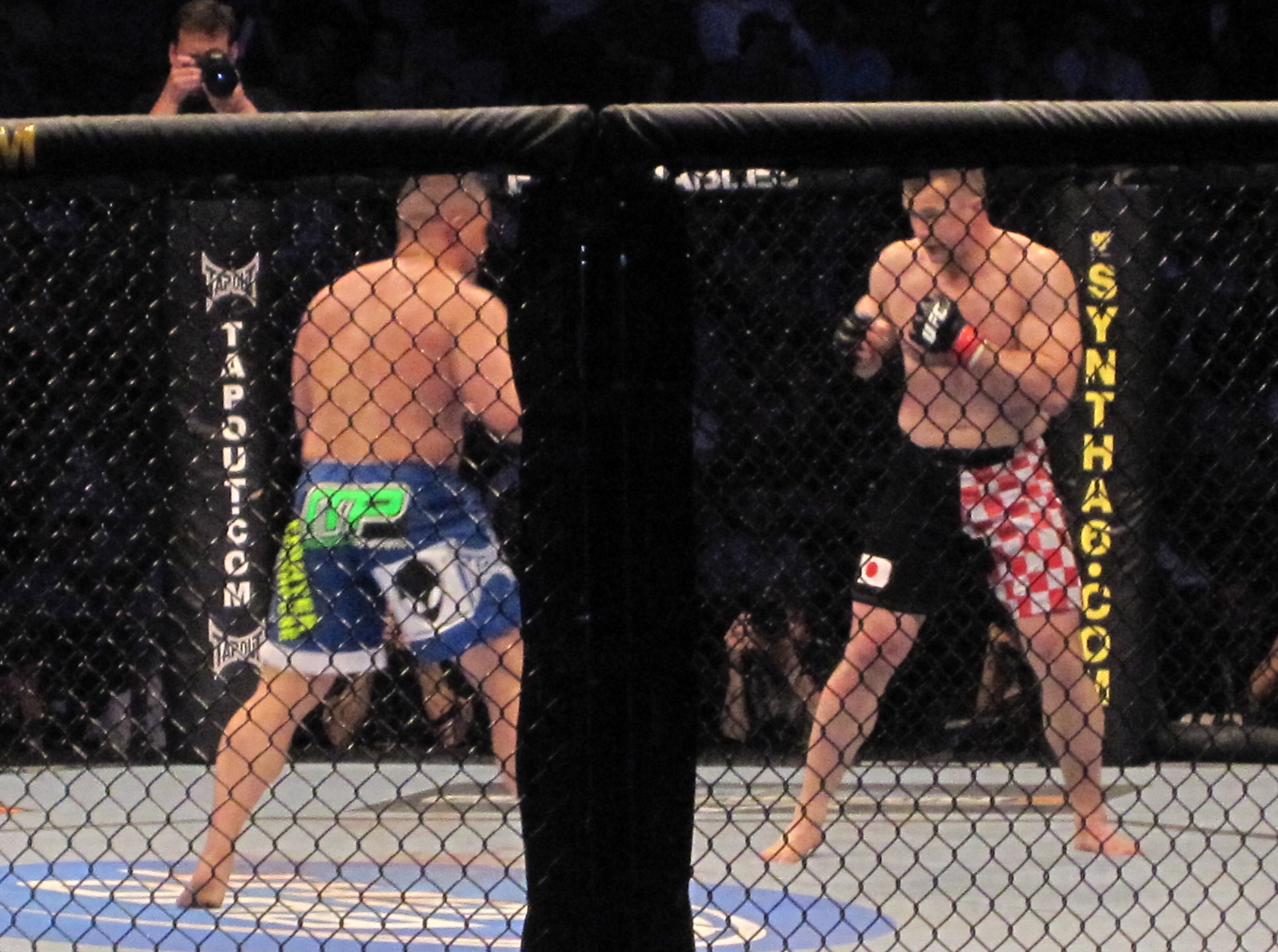
Filipović (a destra) contro Pat Barry.

Nel 2010 ottenne due buone vittorie su Anthony Perosh e Pat Barry salvo poi venire sconfitto per KO dall'ex campione Frank Mir.
Il 2011 fu disastroso con due sconfitte per KO consecutive contro gli ex partecipanti a The Ultimate Fighter: Heavyweights Brendan Schaub e Roy Nelson, e dopo la sua decima sconfitta in carriera Cro Cop decise di ritirarsi dalle MMA per tornare nella kickboxing.
L'addio alle arti marziali miste durò poco più di un anno e Cro Cop tornò a combattere per la notte di San Silvestro del 2012 in Giappone, dove sconfisse il lottatore di sumo Shinichi Suzukawa.
Seguirono una sconfitta nel 2013 contro Oleksiy Oliynyk e la duplice vittoria nel 2014 contro l'ex campione olimpico di judo Satoshi Ishii in sfide valide per il titolo Inoki Genome Federation.
Cro Cop, seppure a fine carriera, viene messo nuovamente sotto contratto dall'UFC nel 2015. Ad aprile dello stesso affronta per la seconda volta il brasiliano Gabriel Gonzaga per uno rematch. Nei primi due round, Cro Cop subisce innumerevoli takedown da parte dell'avversario che mette a segno un ottimo ground and pound, procurandogli anche un profondo taglio nell'arcata sopraccigliare che avrebbe potuto determinare la sospensione del match e la conseguente vittoria per Gonzaga nel caso in cui il suo staff non fosse riuscito a fermare l'emorragia. Proprio per questo motivo, come dichiarato dallo stesso Filipovic nella conferenza stampa dopo il match, il suo allenatore lo ha spronato a cercare di chiudere l'incontro entro il terzo round per evitare sospensioni. Proprio verso la metà della terza ripresa, Cro Cop assesta due precise gomitate alla testa di Gonzaga che determinano uno spostamento a terra del match in cui il croato ha la meglio. Dopo una serie di colpi e le evidenti ferite al volto di Gonzaga, l'arbitro decide di sospendere il match, decretando la vittoria di FIlipovic per TKO. Entrambi i lottatori ottengono il riconoscimento Fight of the Night.
Filipovic avrebbe dovuto affrontare Anthony Hamilton. Tuttavia, il 10 novembre, venne annunciato che Filipovic non avrebbe preso parte all'incontro, decidendo quindi di ritirarsi dalle MMA. Successivamente, l'11 novembre, la commissione anti-doping americana rivelò che lo stesso Filipovic era stato sospeso momentaneamente a causa di alcuni sospetti sull'utilizzo di sostanze dopanti. Alcuni giorni dopo l'atleta dichiarò di aver utilizzato degli ormoni per recuperare dall'infortunio alla spalla. Il 25 novembre, venne sospeso per due anni dalle competizioni dalla USADA. Filipovic è considerato uno dei più grandi lottatori delle MMA ad non aver mai vinto un titolo UFC.

### Rizin FF
Nel luglio 2016 Filipović annuncia il suo ritorno nelle arti marziali miste come partecipante di un torneo openweight a sedici uomini organizzato dalla Rizin Fighting Federation, nuova promozione giapponese nata dalle ceneri del Pride.
Il croato torna a combattere il 25 settembre seguente, sconfiggendo il poco quotato sudcoreano Hyun Man Myung tramite sottomissione al primo round e avanzando ai quarti di finale. Nei quarti batte King Mo per poi battere anche Baruto in semi-finale. In finale mette knock out Amir Ali Akbari e si aggiudica il titolo all'età di 42 anni prima di annunciare il ritiro; nel 2017 e nel 2018, tuttavia, vince altri due incontri con la federazione.

### Bellator MMA
Il 5 marzo 2018 viene annunciato che Cro Cop ha firmato un contratto con la Bellator MMA e che il suo debutto è previsto per il 25 maggio seguente; a causa tuttavia di un infortunio, Filipović torna a combattere solo nel febbraio 2019 battendo ai punti, per decisione unanime, Roy Nelson e riscattando così la sconfitta patita nel precedente incontro tra i due in UFC nel 2011.

### L'ictus e il ritiro
Nel mese di febbraio 2019, Cro Cop è stato colpito da un ictus e pertanto il 1º marzo 2019 ha annunciato il suo ritiro dal mondo delle competizioni.

## Risultati nelle arti marziali miste
| Risultato  | Record      | Avversario               | Metodo                                        | Evento                                     | Data              | Round | Tempo | Città                     | Note                                                                                      |
| ---------- | ----------- | ------------------------ | --------------------------------------------- | ------------------------------------------ | ----------------- | ----- | ----- | ------------------------- | ----------------------------------------------------------------------------------------- |
| Vittoria   | 38-11-2 (1) | Roy Nelson               | Decisione (unanime)                           | Bellator 216                               | 16 febbraio 2019  | 3     | 5:00  | Uncasville, Stati Uniti   | Debutto in Bellator MMA                                                                   |
| Vittoria   | 37-11-2 (1) | Roque Martinez           | KO tecnico (stop medico)                      | Rizin 13: Saitama                          | 30 settembre 2018 | 1     | 4:58  | Saitama, Giappone         |                                                                                           |
| Vittoria   | 36-11-2 (1) | Tsuyoshi Kosaka          | KO tecnico (pugni)                            | Rizin World Grand Prix 2017: Final Round   | 31 dicembre 2017  | 1     | 1:02  | Saitama, Giappone         |                                                                                           |
| Vittoria   | 35-11-2 (1) | Amir Aliakbari           | KO (pugni)                                    | Rizin World Grand Prix 2016: Final Round   | 31 dicembre 2016  | 1     | 2:03  | Saitama, Giappone         | Vince il Rizin Open-Weight Grand Prix 2016                                                |
| Vittoria   | 34-11-2 (1) | Baruto Kaito             | KO tecnico (ginocchiata al corpo)             | Rizin World Grand Prix 2016: Final Round   | 31 dicembre 2016  | 1     | 0:49  | Saitama, Giappone         | Rizin Open-Weight Grand Prix 2016, semifinale                                             |
| Vittoria   | 33-11-2 (1) | Muhammed Lawal           | KO tecnico (pugni)                            | Rizin World Grand Prix 2016: 2nd Round     | 29 dicembre 2016  | 2     | 1:41  | Saitama, Giappone         | Rizin Open-Weight Grand Prix 2016, quarti di finale                                       |
| Vittoria   | 32-11-2 (1) | Hyun Man Myung           | Sottomissione (triangolo di braccio)          | Rizin World Grand Prix 2016: 1st Round     | 25 settembre 2016 | 1     | 2:20  | Saitama, Giappone         | Rizin Open-Weight Grand Prix 2016, primo round                                            |
| Vittoria   | 31-11-2 (1) | Gabriel Gonzaga          | KO Tecnico (gomitate e pugni)                 | UFC Fight Night: Gonzaga vs. Cro Cop 2     | 11 aprile 2015    | 3     | 3:30  | Cracovia, Polonia         | Fight of the Night                                                                        |
| Vittoria   | 30-11-2 (1) | Satoshi Ishii            | KO (calcio alla testa)                        | Inoki Bom-Ba-Ye 2014                       | 31 dicembre 2014  | 2     | 5:00  | Tokyo, Giappone           | Difende il titolo IGF                                                                     |
| Vittoria   | 29-11-2 (1) | Satoshi Ishii            | KO Tecnico (stop medico)                      | IGF: Genome Fight 2                        | 23 agosto 2014    | 2     | 2:37  | Tokyo, Giappone           | Vince il titolo IGF                                                                       |
| Sconfitta  | 28-11-2 (1) | Alexey Oleinik           | Sottomissione (neck crank)                    | Legend part 2: Invasion                    | 8 novembre 2013   | 1     | 4:42  | Mosca, Russia             |                                                                                           |
| Vittoria   | 28-10-2 (1) | Shinichi Suzukawa        | Sottomissione (armbar)                        | Inoki Bom-Ba-Ye 2012                       | 31 dicembre 2012  | 1     | 1:18  | Tokyo, Giappone           |                                                                                           |
| Sconfitta  | 27–10-2 (1) | Roy Nelson               | KO Tecnico (pugni)                            | UFC 137: Penn vs. Diaz                     | 29 ottobre 2011   | 3     | 1:30  | Las Vegas, Stati Uniti    |                                                                                           |
| Sconfitta  | 27–9-2 (1)  | Brendan Schaub           | KO (ginocchiata)                              | UFC 128: Shogun vs. Jones                  | 19 marzo 2011     | 3     | 3:44  | Newark, Stati Uniti       |                                                                                           |
| Sconfitta  | 27–8-2 (1)  | Frank Mir                | KO (ginocchiata)                              | UFC 119: Mir vs. Cro Cop                   | 25 settembre 2010 | 3     | 4:02  | Indianapolis, Stati Uniti |                                                                                           |
| Vittoria   | 27–7-2 (1)  | Pat Barry                | Sottomissione (rear naked choke)              | UFC 115: Liddell vs. Franklin              | 12 giugno 2010    | 3     | 4:30  | Vancouver, Canada         |                                                                                           |
| Vittoria   | 26–7-2 (1)  | Anthony Perosh           | KO Tecnico (stop medico)                      | UFC 110: Nogueira vs. Velasquez            | 21 febbraio 2010  | 2     | 5:00  | Sydney, Australia         |                                                                                           |
| Sconfitta  | 25–7-2 (1)  | Junior dos Santos        | KO Tecnico (Sottomissione ai pugni)           | UFC 103: Franklin vs. Belfort              | 19 settembre 2009 | 3     | 2:00  | Dallas, Stati Uniti       |                                                                                           |
| Vittoria   | 25–6-2 (1)  | Mostapha al-Turk         | KO Tecnico (pugni)                            | UFC 99: The Comeback                       | 13 giugno 2009    | 1     | 3:06  | Colonia, Germania         |                                                                                           |
| Vittoria   | 24–6-2 (1)  | Choi Hong-Man            | KO Tecnico (calcio basso)                     | Dynamite!! 2008                            | 31 dicembre 2008  | 1     | 6:32  | Saitama, Giappone         |                                                                                           |
| No Contest | 23–6-2 (1)  | Alistair Overeem         | No Contest (ginocchiata illegale all'inguine) | Dream 6: Middle Weight GP 2008 Final Round | 23 settembre 2008 | 1     | 6:09  | Saitama, Giappone         |                                                                                           |
| Vittoria   | 23–6-2      | Tatsuya Mizuno           | KO Tecnico (pugni)                            | Dream 1: Light Weight GP 2008 1st Round    | 15 marzo 2008     | 1     | 0:56  | Saitama, Giappone         | Debutto in Dream                                                                          |
| Sconfitta  | 22–6-2      | Cheick Kongo             | Decisione (unanime)                           | UFC 75: Champion vs. Champion              | 8 settembre 2007  | 3     | 5:00  | Londra, Regno Unito       |                                                                                           |
| Sconfitta  | 22–5-2      | Gabriel Gonzaga          | KO (calcio alla testa)                        | UFC 70: Nations Collide                    | 21 aprile 2007    | 1     | 4:51  | Manchester, Regno Unito   | Eliminatoria per il titolo dei Pesi Massimi UFC                                           |
| Vittoria   | 22–4-2      | Eddie Sanchez            | KO Tecnico (pugni)                            | UFC 67: All or Nothing                     | 3 febbraio 2007   | 1     | 4:33  | Las Vegas, Stati Uniti    | Debutto in UFC                                                                            |
| Vittoria   | 21–4-2      | Josh Barnett             | KO Tecnico (sottomissione ai pugni)           | Pride Final Conflict Absolute              | 10 settembre 2006 | 1     | 7:32  | Saitama, Giappone         | Vince il Pride 2006 Openweight Grand Prix                                                 |
| Vittoria   | 20–4-2      | Wanderlei Silva          | KO (calcio alla testa)                        | Pride Final Conflict Absolute              | 10 settembre 2006 | 1     | 5:22  | Saitama, Giappone         | Pride 2006 Openweight Grand Prix, Semifinale                                              |
| Vittoria   | 19–4-2      | Hidehiko Yoshida         | KO Tecnico (calci)                            | Pride Critical Countdown Absolute          | 1º luglio 2006    | 1     | 7:38  | Saitama, Giappone         | Pride 2006 Openweight Grand Prix, Quarti di finale                                        |
| Vittoria   | 18–4-2      | Ikuhisa Minowa           | KO Tecnico (pugni)                            | Pride Total Elimination Absolute           | 5 maggio 2006     | 1     | 1:10  | Osaka, Giappone           | Pride 2006 Openweight Grand Prix, Primo turno                                             |
| Vittoria   | 17–4-2      | Mark Hunt                | Decisione (non unanime)                       | Pride Shockwave 2005                       | 31 dicembre 2005  | 3     | 5:00  | Saitama, Giappone         |                                                                                           |
| Vittoria   | 17–3-2      | Josh Barnett             | Decisione (unanime)                           | Pride 30: Starting Over                    | 23 ottobre 2005   | 3     | 5:00  | Saitama, Giappone         |                                                                                           |
| Sconfitta  | 16–3-2      | Fedor Emelianenko        | Decisione (unanime)                           | Pride Final Conflict 2005                  | 28 agosto 2005    | 3     | 5:00  | Saitama, Giappone         | Per il titolo dei Pesi Massimi Pride                                                      |
| Vittoria   | 16–2-2      | Ibragim Magomedov        | KO (calcio al corpo e pugni)                  | Pride Critical Countdown 2005              | 26 giugno 2005    | 1     | 3:53  | Saitama, Giappone         |                                                                                           |
| Vittoria   | 15–2-2      | Mark Coleman             | KO (pugni)                                    | Pride 29: Fists of Fire                    | 20 febbraio 2005  | 1     | 3:40  | Saitama, Giappone         |                                                                                           |
| Vittoria   | 14–2-2      | Kevin Randleman          | Sottomissione (ghigliottina)                  | Pride Shockwave 2004                       | 31 dicembre 2004  | 1     | 0:41  | Saitama, Giappone         |                                                                                           |
| Vittoria   | 13–2-2      | Josh Barnett             | KO Tecnico (infortunio alla spalla)           | Pride 28: High Octane                      | 31 ottobre 2004   | 1     | 0:46  | Saitama, Giappone         |                                                                                           |
| Vittoria   | 12–2-2      | Alexander Emelianenko    | KO (calcio alla testa)                        | Pride Final Conflict 2004                  | 15 agosto 2004    | 1     | 2:09  | Saitama, Giappone         |                                                                                           |
| Vittoria   | 11–2-2      | Shungo Oyama             | KO Tecnico (pugni)                            | Pride Bushido 4                            | 19 luglio 2004    | 1     | 1:00  | Nagoya, Giappone          |                                                                                           |
| Vittoria   | 10–2-2      | Hiromitsu Kanehara       | Decisione (unanime)                           | Pride Bushido 3                            | 23 maggio 2004    | 2     | 5:00  | Yokohama, Giappone        |                                                                                           |
| Sconfitta  | 9–2-2       | Kevin Randleman          | KO (pugni)                                    | Pride Total Elimination 2004               | 25 aprile 2004    | 1     | 1:57  | Saitama, Giappone         | Eliminato dal torneo Pride Heavyweight Grand Prix 2004                                    |
| Vittoria   | 9–1-2       | Yoshihisa Yamamoto       | KO Tecnico (pugni)                            | Pride Bushido 2                            | 15 febbraio 2004  | 1     | 2:12  | Saitama, Giappone         |                                                                                           |
| Vittoria   | 8–1-2       | Ron Waterman             | KO Tecnico (soccer kicks)                     | Pride 27: Inferno                          | 1º febbraio 2004  | 1     | 4:37  | Osaka, Giappone           |                                                                                           |
| Sconfitta  | 7–1-2       | Antônio Rodrigo Nogueira | Sottomissione (armbar)                        | Pride Final Conflict 2003                  | 9 novembre 2003   | 2     | 1:45  | Tokyo, Giappone           | Per il titolo dei Pesi Massimi Pride ad Interim                                           |
| Vittoria   | 7–0-2       | Dos Caras jr.            | KO (calcio alla testa)                        | Pride Bushido 1                            | 5 ottobre 2003    | 1     | 0:46  | Saitama, Giappone         |                                                                                           |
| Vittoria   | 6–0-2       | Ihor Vovčančyn           | KO (calcio alla testa)                        | Pride Total Elimination 2003               | 10 agosto 2003    | 1     | 1:29  | Saitama, Giappone         |                                                                                           |
| Vittoria   | 5–0-2       | Heath Herring            | KO Tecnico (calcio al corpo e pugni)          | Pride 26: Bad to the Bone                  | 8 giugno 2003     | 1     | 3:17  | Yokohama, Giappone        |                                                                                           |
| Vittoria   | 4–0-2       | Kazuyuki Fujita          | Decisione (unanime)                           | Inoki Bom-Ba-Ye 2002                       | 31 dicembre 2002  | 3     | 5:00  | Saitama, Giappone         |                                                                                           |
| Vittoria   | 3–0-2       | Kazushi Sakuraba         | KO Tecnico (infortunio all'occhio)            | Pride Shockwave                            | 28 agosto 2002    | 2     | 5:00  | Tokyo, Giappone           |                                                                                           |
| Parità     | 2–0-2       | Wanderlei Silva          | Parità                                        | Pride 20: Armed and Ready                  | 28 aprile 2002    | 5     | 3:00  | Yokohama, Giappone        | Incontro con regole speciali, se l'incontro termina per decisione viene dichiarata parità |
| Vittoria   | 2–0-1       | Yūji Nagata              | KO Tecnico (pugni)                            | Inoki Bom-Ba-Ye 2001                       | 31 dicembre 2001  | 1     | 0:21  | Saitama, Giappone         |                                                                                           |
| Parità     | 1–0-1       | Nobuhiko Takada          | Parità                                        | Pride 17: Championship Chaos               | 3 novembre 2001   | 5     | 3:00  | Tokyo, Giappone           | Debutto in Pride; incontro con regole speciali "Pride vs K-1"                             |
| Vittoria   | 1–0         | Kazuyuki Fujita          | KO Tecnico (taglio)                           | K-1: Andy Hug Memorial                     | 19 agosto 2001    | 1     | 0:39  | Saitama, Giappone         |                                                                                           |